# Shahram Jalilian

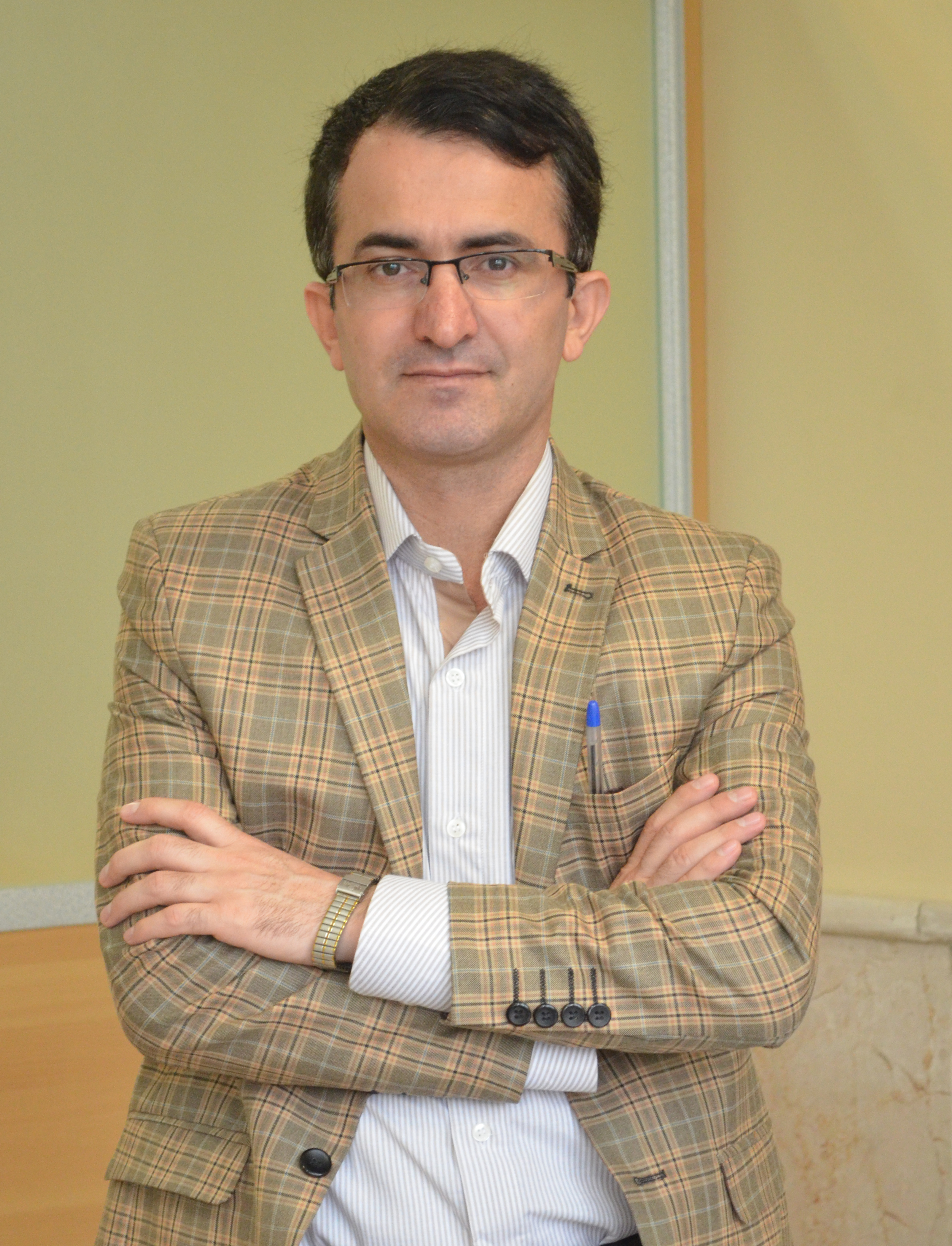
Shahram Jalilian

Shahram Jalilian (persisch شهرام جلیلیان Schahram Dschalilian‎; * 8. Mai 1978 in Chorramschahr) ist ein iranischer Historiker, Iranologe und Universitätsprofessor. Er promovierte in der Geschichte des alten Iran an der Universität Teheran. Gegenwärtig ist Jalilian Privatdozent in der Geschichte des antiken Iran in der Schahid-Tschamran-Universität für Ahwas.